# Mainà gros
El mainà gros (Acridotheres grandis) és una espècie d'ocell de la família dels estúrnids (Sturnidae) que habita praderies i terres de conreu des de Bangladesh cap a l'est, per les zones limítrofes de l'est de l'Índia i Myanmar, fins a Indoxina i el sud de la Xina. El seus hàbitats són els herbassars, els ambients aquàtics, les pastures i els jardins rurals. El seu estat de conservació es considera de risc mínim.